# Dalbulus charlesi
Dalbulus charlesi är en insektsart som beskrevs av Triplehorn och Nault 1985. Dalbulus charlesi ingår i släktet Dalbulus och familjen dvärgstritar. Inga underarter finns listade i Catalogue of Life.